# Leucothoe safiae
Leucothoe safiae is een vlokreeftensoort uit de familie van de Leucothoidae. De wetenschappelijke naam van de soort is voor het eerst geldig gepubliceerd in 1991 door Lyons & Myers.